# Arthur Loepfe

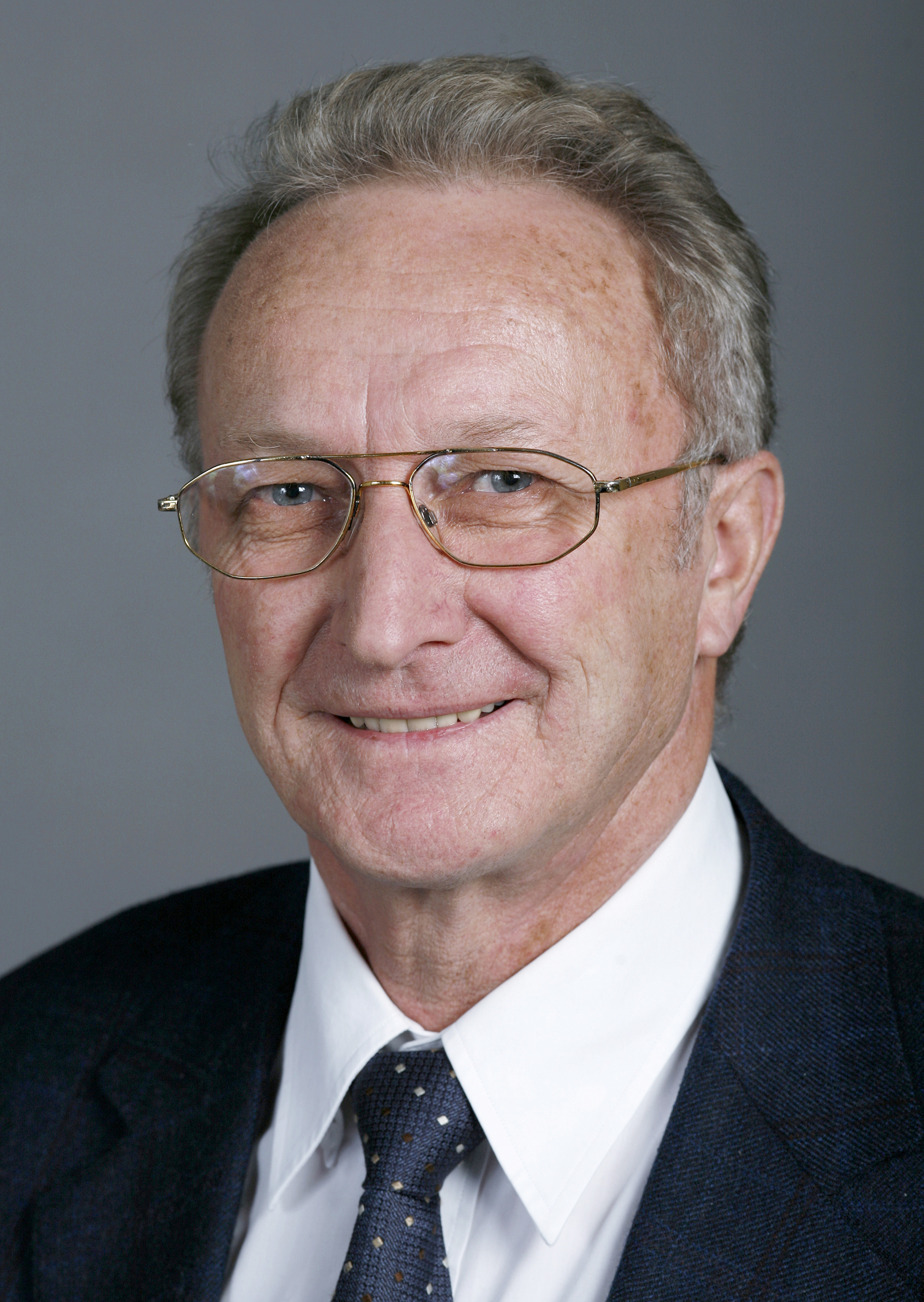
Arthur Loepfe (2007)

Arthur Loepfe (* 25. Dezember 1942 in Berg SG, heimatberechtigt in Häggenschwil) ist ein Schweizer Politiker (CVP) und ehemaliger Nationalrat für den Kanton Appenzell Innerrhoden.

## Lebenslauf
Der gelernte Kaufmann und studierte Betriebswirt (Dr. oec. HSG) engagiert sich in mehreren Verwaltungsräten. Von 1993 bis 2000 war er Mitglied in der Standeskommission, der Kantonsregierung des Kantons Appenzell Innerrhoden. Er amtierte als Landammann und Chef des kantonalen Volkswirtschaftsdepartementes. Bei den Wahlen 1999 wechselte er in den Nationalrat. Arthur Loepfe wurde bei den Wahlen von 2003 und 2007 vom Innerrhoder Stimmvolk in seinem Amt als Nationalrat bestätigt. Bei den Wahlen 2011 kandidierte er nicht erneut; sein Nachfolger ist Daniel Fässler. Im Nationalrat war er Mitglied der Finanzkommission und der Sicherheitspolitischen Kommission. Er war auch mehrere Jahre Präsident der Finanzdelegation der Eidgenössischen Räte und Delegierter in der Parlamentarischen Versammlung des Europarats in Strassburg. Im Ehrenamt präsidierte er von 2003 bis 2017 den Internationalen Bodenseerat.
Loepfe ist verheiratet und Vater von drei erwachsenen Kindern.